# Podgorje pri Letušu
Podgorje pri Letušu – wieś w Słowenii, w gminie Braslovče. 1 stycznia 2017 liczyła 67 mieszkańców.